# 隆美窗簾
大成鋼隆美家居室內裝修設計股份有限公司（簡稱：大成鋼隆美家居）是台灣一家從事窗簾批發和生產公司，並經營「隆美窗簾」（Design Curtain）連鎖店。

## 沿革
- 1975年，隆美布料成立。隆美布料創辦人郭麒麟由布業起家，從騎腳踏車沿街叫賣布匹開始，至1980年成為台灣的大型成衣布料零售商。
- 1994年，隆美布料轉型，開設「隆美窗簾」連鎖店。
- 2003年，隆美布料在台南市安南區設立占地兩千坪的新廠兼總部。
- 2019年，大成不鏽鋼收購隆美布料，隆美布料成為大成鋼集團成員公司，隆美窗簾改為「隆美窗飾」並開始銷售大成不鏽鋼百葉窗產品。

## 外部連結
- 大成鋼隆美家居 （页面存档备份，存于）
- 隆美窗飾 大成鋼集團的Facebook專頁
- 大成鋼隆美家居 大成鋼集團的Facebook專頁
- 大成鋼隆美家居的Instagram帳戶
- YouTube上的大成鋼隆美家居生活Vlog頻道
- 大成鋼隆美家居室內裝修設計股份有限公司 - 台灣公司資料 （页面存档备份，存于）